# Lastingknopf

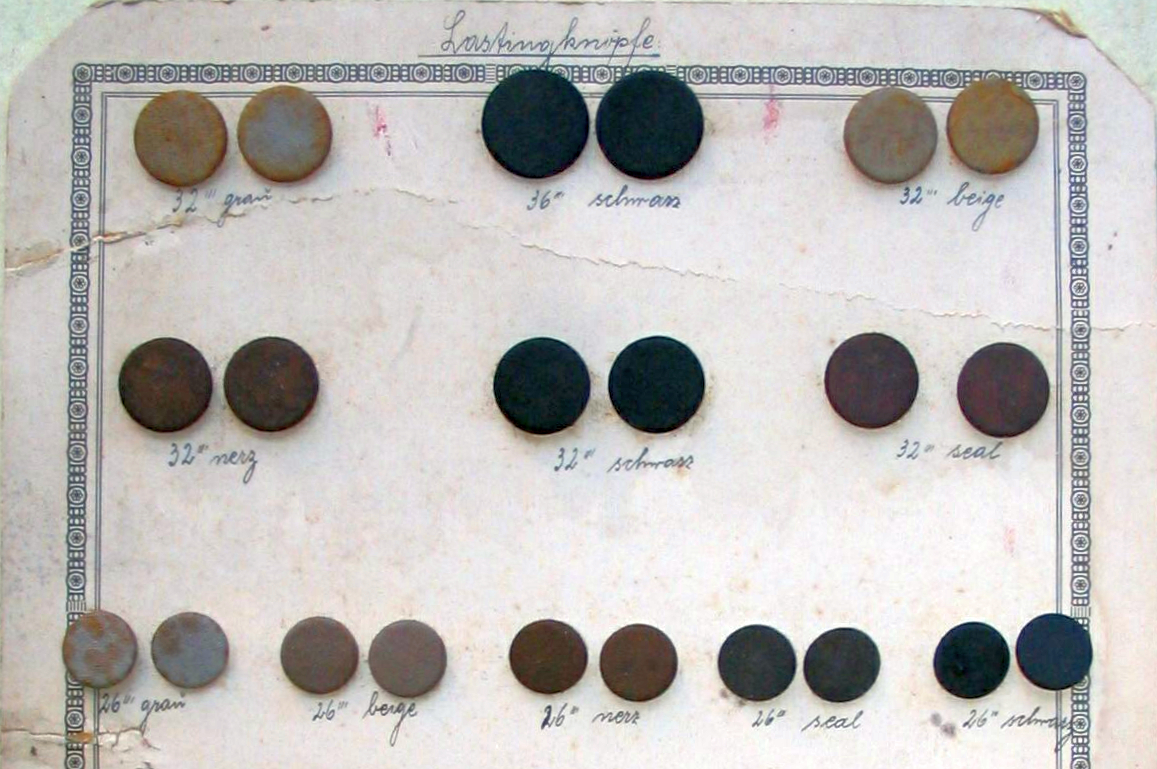
Musterkarte mit Lastingknöpfen, um 1950

Ein Lastingknopf ist ein stoffüberzogener Knopf, der in der Vergangenheit beispielsweise für Männerröcke oder als Innenverschlussknopf für Pelzbekleidung Verwendung fand.
Der königlich württembergische Obersteuerrath Moritz Mohl schrieb im Jahr 1845:
„Diese sogenannten Lastingknöpfe sind neuerdings die auf Männerfräcken und Ueberröcken hauptsächlich getragenen, und ein Unternehmen für die Verfertigung von solchen Knöpfen in Württemberg dürfte ein bedeutendes Gewerbe versprechen. Bis jetzt gelten in Paris die englischen Lastingknöpfe noch als die besten; indessen betreibt bereits eine Reihe von Pariser Großhandlungen die Fabrikation dieser Knopfgattung. Ich bemühe mich vergeblich, in diesen Fabriken Zutritt zu erhalten, da die Pariser Fabrikanten noch sämmtlich ein Geheimnis aus der Verfertigungsweise der Lastingknöpfe – oder wie sie in Frankreich genannt werden: des boutons à queue flexible – machen.“
Moritz Mohl beschrieb einen als Muster in Frankreich erworbenen Knopf für Männerröcke: „Ein sogenannter Lastingknopf, mit Gewebe überzogen, unterhalbs mit einem Metallplättchen und mit einem weichen Henkel, 7 Lin. Durchm[esser]“.